# Anthurium cutucuense

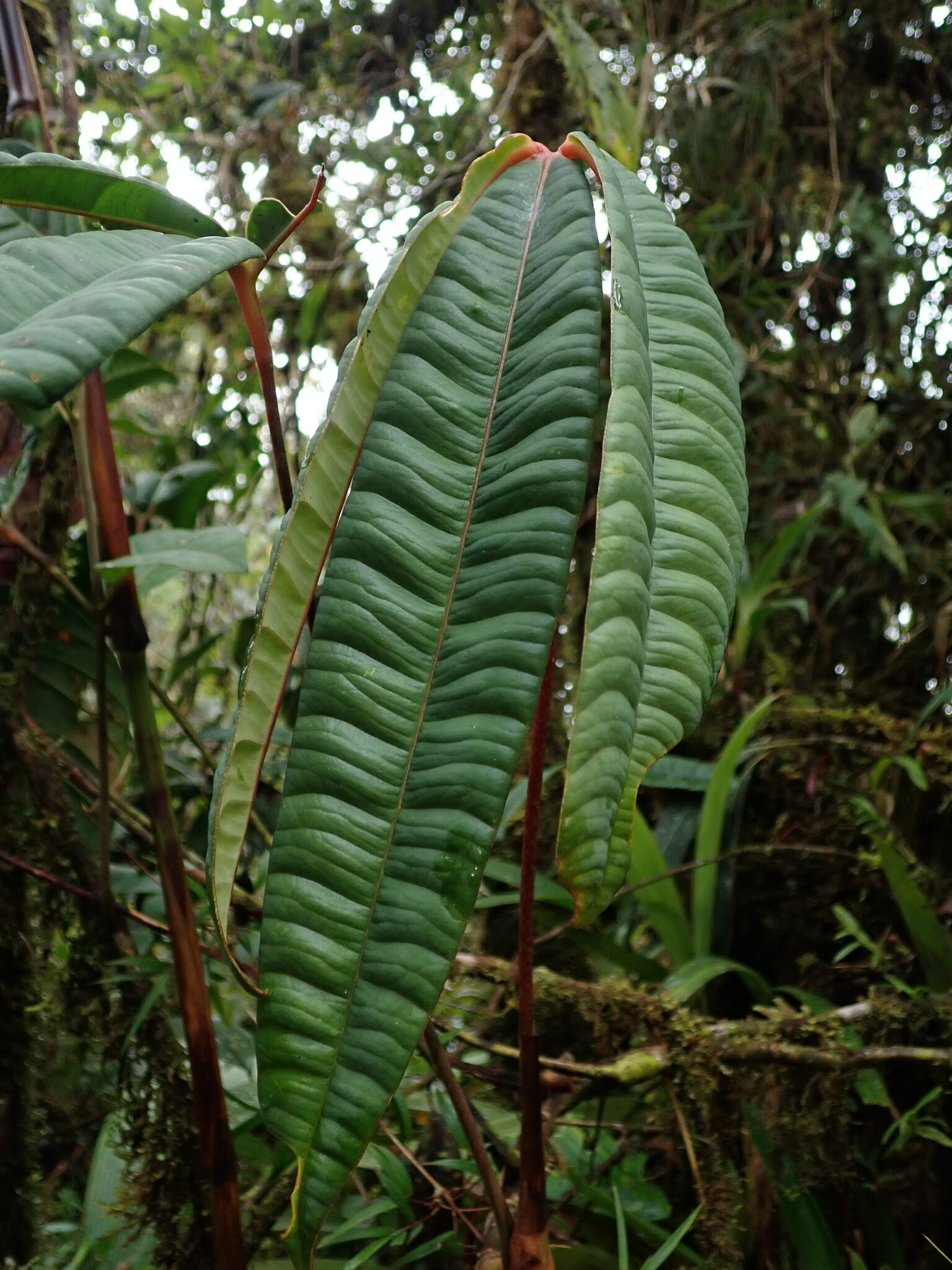

Anthurium cutucuense är en kallaväxtart som beskrevs av Michael T. Madison. Anthurium cutucuense ingår i släktet Anthurium och familjen kallaväxter. Inga underarter finns listade.